# Silvertips d'Everett
Les Silvertips d'Everett sont une franchise de hockey sur glace de l'État de Washington aux États-Unis qui évolue dans la ligue junior de la Ligue de hockey de l'Ouest. Cette dernière fait partie de la Ligue canadienne de hockey alors que les Silvertips sont basés aux États-Unis ; il s'agit en effet d'une des cinq équipes américaines à jouer dans la LHOu.

## Historique

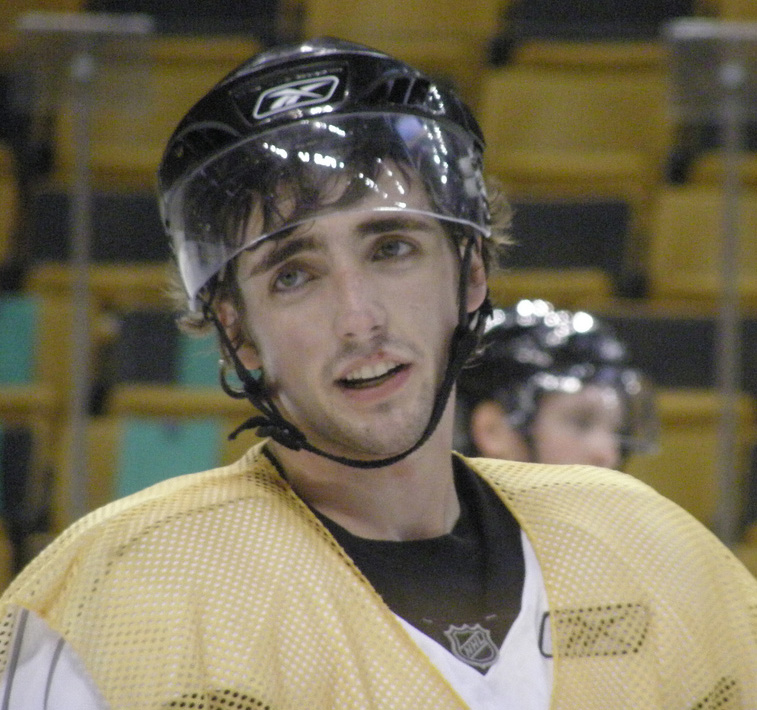
Zach Hamill (ici en 2008) joue avec Everett entre 2003 et 2008.

L'équipe est fondée en 2003 sous le nom de Silvertips pour jouer dans la Ligue de hockey de l'Ouest et prend comme identité visuelle un grizzli. En effet ce dernier est surnommé silvertip en raison de l'éclat argenté de sa fourrure. L'équipe rejoint ainsi pour la saison 2003-2004 la division américaine de la ligue canadienne composée de quatre autres formations des États-Unis : les Winter Hawks de Portland, les Thunderbirds de Seattle, les Chiefs de Spokane et les Americans de Tri-City. Les Silvertips montrent leur talent dès cette première saison en finissant à la première place de la division avec 80 points. Ils poursuivent sur leur lancée au cours des séries éliminatoires en passant tous les tours. Ils jouent ainsi dès leur première saison la finale des séries pour la Coupe Ed Chynoweth. Ils sont opposés aux Tigers de Medicine Hat qui ne leur laissent aucune chance avec 4 victoires sans réponse. Malgré ce revers, cette première saison de l'équipe est remarquée par l'ensemble de la LHOu : Kevin Constantine, l'entraîneur, reçoit le Trophée Dunc McCallum du meilleur entraîneur de la ligue et ils décrochent pas moins de 10 records pour une équipe d'expansion.
L'équipe glisse à la troisième place de leur division à la fin de la saison suivante, se qualifie encore pour les séries mais cette fois perd dès le deuxième tour contre l'Ice de Kootenay. Le jeune Peter Mueller fait ses débuts avec l'équipe en 2005-2006 alors que les Silvertips finissent une nouvelle fois premiers de la division américaine. Ils passent les deux premiers tours avant de perdre en demi-finale des séries contre les Giants de Vancouver. Mueller est élu meilleur joueur recrue et reçoit ainsi le Trophée Jim Piggott.
Les joueurs d'Everett continuent sur leur lancée victorieuse en 2006-2007 : non seulement ils remportent une troisième fois en quatre ans le titre de champions de la division américaine mais en plus, avec 111 points, ils finissent à la toute première place du classement. L'équipe est menée par Zach Hamill qui termine meilleur pointeur de l'ensemble de l'organisation avec 93 points et remporte le Trophée Bob Clarke. Kyle Beach est également mis en avant en recevant le trophée Piggot mais la belle année de l'équipe prend cependant fin en quart de finale contre les Cougars de Prince George. En 2007-2008, les Silvertips se classent troisième de leur division lors de la saison régulière puis perdent dès le premier tour contre les Chiefs de Spokane malgré la présence de Dan Gendur, huitième pointeur de la LHOu avec un total de 84.

## Personnalités de l'équipe

### Personnalités honorées
- 2003-2004 : Kevin Constantine reçoit le trophée du meilleur entraîneur de la LHOu, le Trophée Dunc McCallum
- 2005-2006 : Peter Mueller reçoit le trophée de la meilleure recrue de la LHOu, le Trophée Jim Piggott
- 2006-2007 : 
  - Zach Hamill est le meilleur pointeur de la LHOu et reçoit le Trophée Bob Clarke
  - Kyle Beach reçoit le Trophée Jim Piggott